# Гомес Августін
Августі́н Паго́ла Го́мес (баск. Agustín Gómez Pagola; 18 листопада 1922 — 16 листопада 1975, Москва) — радянський футболіст, баск за національністю. Заслужений майстер спорту СРСР (з 1952 року).

## Кар'єра
Августін Гомес виріс і почав грати у футбол у рідному місті Рентерія (провінція Гіпускоа, Іспанія). 15-річний юнак приїхав до Радянського Союзу у складі юнацької збірної Басконії (був її капітаном) у 1937 році і залишився у СРСР. Виступав за команди Дому іспанської молоді і фабрики «Красная Роза» (1940—1941). Отримав вищу освіту. Від 1945 до 1946 року виступав за вищолігові «Крилья Совєтов» (Москва), де провів 22 гри.
З 1947 року — гравець «Торпедо» (Москва). Авторитетний оборонець, який відмінно читав гру і вдало вибирав позицію, швидко став лідером колективу. Найчастіше виступав у середині чи на лівому боці оборони, надійно страхував партнерів з команди, прекрасно грав головою у повітрі. Був капітаном «Торпедо». Володар Кубка СРСР 1949 та 1952. 3-й призер чемпіонату СРСР 1953.
1954 року, за завданням Долорес Ібаррурі, нелегально перебував в Іспанії і повністю пропустив футбольний сезон. Після повернення не зміг повернутися на колишній рівень і через два роки завершив кар'єру гравця. За автозаводців зіграв 185 поєдинків у першості СРСР.
У 1957 році повернувся до Іспанії. Через ліві політичні погляди зазнавав утисків. Був змушений виїхати на постійне проживання до Чехословаччини. Помер у Москві від пухлини мозку.
Цікавий факт: У чемпіонаті СРСР грали п'ятеро іспанських футболістів. Августін Гомес, Руперто Сагасті і Хесус Варела потрапили до СРСР під час Громадянської війни. Хуан Усаторре і Немесіо Посуело народилися в родинах іспанських емірантів на початку 40-х років.

## Титули та досягнення
- Кубок СРСР: 1949 і 1952
- у списку «33 найкращих»: двічі (№ 2 — 1948, № 3 — 1950)